# آنجلو پیتزتی
آنجلو پیتزتی (انگلیسی: Angelo Pizzetti؛ زادهٔ ۱۰ اکتبر ۱۹۶۳) بازیکن فوتبال اهل ایتالیا است.
از باشگاه‌هایی که در آن بازی کرده‌است می‌توان به باشگاه فوتبال اینتر میلان، باشگاه فوتبال مودنا، باشگاه فوتبال ترنانا، و باشگاه فوتبال ساسولو اشاره کرد.